# هوندا بيج روكوس
هوندا بيج روكوس(بالإنجليزية: Honda Big Ruckus)‏ هي دراجة نارية من تصنيع هوندا.